# Agnieszka Szpila

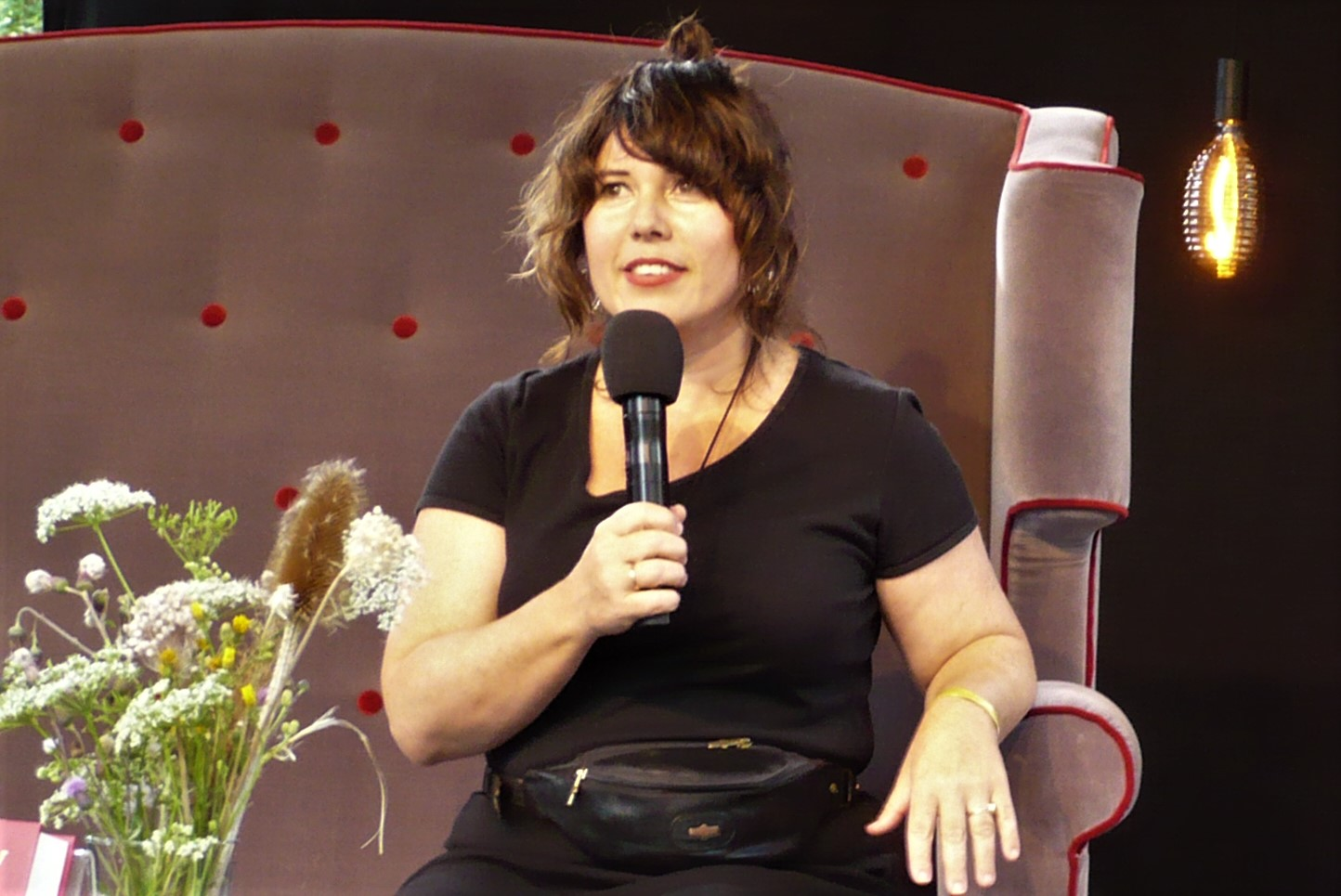
Agnieszka Szpila, 8. Festiwal Góry Literatury, Pałac w Sarnach (2022)

Agnieszka Szpila (ur. 1977 w Wałbrzychu) – polska pisarka i kulturoznawczyni. Ekofeministka i aktywistka.

## Życiorys
W wieku 9 lat opuściła Leśną, zamieszkując z rodzicami w Chojnowie, by w wieku 13 lat przenieść się do Wałbrzycha, gdzie uczęszczała do I LO. Później wyjechała na studia do Wrocławia, gdzie ukończyła kulturoznawstwo na Uniwersytecie Wrocławskim.
Autorka książek i artykułów. Prywatnie, mama dwóch córek bliźniaczek Mileny i Heleny, którym poświęciła swój debiut literacki Łebki od szpilki (2015). Opisała w książce doświadczenia samodzielnego rodzica dzieci z niepełnosprawnościami intelektualnymi. W 2014 Ewa Golis zrealizowała film dokumentalny Szpila opowiadający o zmaganiach z wychowaniem Mileny i Heleny doświadczających autyzmu. W kolejnych latach napisała powieść Bardo (2018) o Polsce i Polakach ukazanych w krzywym zwierciadle, a następnie Heksy (2021). Powieść Heksy pozwoliła jej na zdobycie szerszej popularności, a Szpila udzieliła wielu wywiadów.
Za Heksy Szpila została nominowana w 2022 do Nagrody Literackiej „Nike”. Adaptacja Heks miała być sztuką otwierającą program stworzony przez Monikę Strzępkę w Teatrze Dramatycznym w Warszawie, jednak premierę odwołano, a wkrótce potem dyrektorkę.
Felietonistka magazynu dla rodziców GaGa. Prowadziła blog U Autystek. Pisze teksty m.in. dla Krytyki Politycznej. Za tekst Gdzie są te dzieci? W dupie! dla Krytyki Politycznej została nagrodzona Grand Pressem 2022 w kategorii „Publicystyka”, jednak odmówiła przyjęcia tej nagrody.
W 2019 została Ambasadorką Wałbrzycha.
Podjęła pracę nad scenariuszem serialu Strange Angels realizowanego dla Canal+ Polska, którego akcja rozgrywa się w Wałbrzychu. Premiera serialu przewidziana jest na 2023.

## Książki
- Łebki od szpilki', W.A.B., 2015, ISBN 978-83-280-1497-8.
- Bardo', W.A.B., 2018, ISBN 978-83-280-3601-7.
- Heksy, W.A.B., 2021, ISBN 978-83-280-9089-7.